# Sixteen Tons (Lied)
Sixteen Tons ist ein sozialkritischer Country-/Folk-Song, der 1947 von Merle Travis veröffentlicht wurde. 1955 machte Tennessee Ernie Ford ihn zum Nummer-eins-Hit in den Country- und Popcharts sowie zum Millionenseller. Das Stück beschreibt das Leben in US-amerikanischen Kohlegruben.

## Entstehungsgeschichte
Auf welchen Komponisten und Texter das Urheberrecht zu Sixteen Tons zurückgeht, ist seit 1967 umstritten. Der Folksänger George Davis behauptet, das Lied bereits in den 1930er Jahren unter dem Titel Nine-to-Ten-Tons geschrieben zu haben, als er selbst in einer Kohlegrube gearbeitet hatte. Andere Quellen gehen von einem Traditional aus. Der BMI zufolge ist jedoch der Country-Sänger Merle Travis als Urheber eingetragen.
Während der Aufnahmen zu dem geplanten Album Folk Songs of the Hills wurde Travis von Cliffie Stone, der damals für Capitol Records tätig war, gebeten, auch Songs über den Bergbau für diese vierteilige Schellack-Serie zu berücksichtigen. Da Travis keine derartigen Lieder bekannt waren, komponierte er Nine-Pound Hammer und Sixteen Tons. Am 8. August 1946 wurde Sixteen Tons  in den Capitol Studios in Hollywood aufgenommen und im Juni 1947 im Rahmen des Albums veröffentlicht. Gleichzeitig erschien das Lied als Auskopplung auf der A-Seite einer einzeln vertriebenen Schellackplatte (B-Seite: Dark as a Dungeon). Dann geriet Sixteen Tons für einige Zeit in Vergessenheit.

## Version von Tennessee Ernie Ford

Die auf Vinyl gepresste Single Sixteen Tons in der Version von Tennessee Ernie Ford

Der auch bei Capitol Records unter Vertrag stehende Tennessee Ernie Ford kam 1955 auf die Idee, eine eigene Version des Liedes aufzunehmen. Er erinnerte sich später: „Einen Begeisterungsanfall haben die bei Capitol nicht bekommen“. Ford ließ sich von der Zurückhaltung nicht beeindrucken und nahm Sixteen Tons ebenfalls in den Capitol Studios am 21. September 1955 auf. Um das Tempo zu beschleunigen, schnippte Ford zum Unmut seines Produzenten mit den Fingern. Das wurde von seinem Produzenten Lee Gillette irrtümlich nicht von der Matrize entfernt. 
Als B-Seite der Single You Don't Have to Be a Baby to Cry kletterte der Song von Platz 40 (am 15. Oktober 1955) auf Platz 1 (am 26. November 1955). Innerhalb der ersten elf Tage ab Veröffentlichung wurden 400.000 Exemplare verkauft, und am 3. Dezember 1955 meldete das Musikmagazin Billboard das Überschreiten der Millionengrenze; am 15. Dezember 1955 waren bereits zwei Millionen Platten verkauft. Damit entwickelte sich Sixteen Tons zum ersten Nummer-eins-Erfolg von Capitol Records und war lange Zeit die am schnellsten verkaufte Single aller Zeiten. Das Stück blieb zehn Wochen auf Platz eins der Country-Hitparade und gleichzeitig acht Wochen an führender Stelle in der Pop-Hitparade.

## Inhalt
Archie Green zufolge beinhaltet der Text einige Schlüsselpassagen, die Travis aus Zitaten seiner Familienangehörigen entnommen hatte. So soll sein Vater, auf seine Gesundheit angesprochen, geantwortet haben, dass er es sich nicht leisten könne zu sterben, da er seine Seele dem Lebensmittelladen schulde, bei dem er Schulden habe.
Sixteen Tons greift sozialkritisch die teils unmenschlichen Umstände auf, unter denen amerikanische Kumpel mit ihren Familien in früheren Zeiten leben mussten. Dazu zählte die Lohnsklaverei:
- bezahlt wurden die US-Bergleute überwiegend nicht mit Bargeld, sondern mit Wertmarken (Scrips), die teilweise nur in firmeneigenen Läden eingelöst werden konnten, da es vor Ort keine anderen Geschäfte gab;
- die örtliche Lebensmittelversorgung konnte nur in diesen Läden (Company Store) abgewickelt werden, die quasi ein Monopol besaßen und daher überhöhte Preise verlangen konnten;
- durch die bewusst ausschließlich zu Gunsten der Grubeneigner gesteuerte Einnahmen- und Ausgabensituation in den firmeneigenen Läden entstanden für die Arbeiter unvermeidbare Schulden (Another day older and deeper in debt), aus denen ein der Leibeigenschaft ähnliches Abhängigkeitsverhältnis entstand („I owe my soul to the company store“);

Die Lebens- und Arbeitsbedingungen der Bergleute hatten sich zur Zeit der Entstehung des Liedes schon deutlich gebessert, was auch durch zahlreiche Streiks erzwungen worden war. Die Bezahlung mit Wertmarken war 1938 durch ein Bundesgesetz, den Fair Labor Standards Act of 1938, verboten worden. Allerdings waren die Arbeitsbedingungen weiter hart und die Erinnerung an die ausbeuterischen Praktiken in den betroffenen Familien und Gemeinschaften noch frisch.

## Weitere Coverversionen
Pete Seeger sang Sixteen Tons mit The Weavers Anfang der 1950er Jahre. Eine frühe, an die Originalveröffentlichung anschließende Version stammte von Johnny Desmond, die im November 1955 jedoch keinen herausragenden Erfolg hatte (Platz 17). 1956 erschienen deutsche Fassungen von Freddy Quinn (Platz 6) und Ralf Bendix (Platz 2) mit einem inhaltlich völlig anderen deutschen Text von Peter Moesser unter dem Titel Sie hieß Mary-Ann. Hier handelt der Text von einem Seemann, der auf dem Schiff Mary-Ann anheuert und bis zum Kapitän aufsteigt. Am Schluss des Lieds geht er zusammen mit dem Schiff unter. Frankie Laine brachte ebenfalls 1956 für den britischen Markt eine weitere Version heraus, die Platz 10 der Hitparade erreichte. 1957 erschien mit Seize Tonnes die erste französische Version von Jean Bertola.
Die Anzahl weltweit eingespielter Nachfolgeversionen dürfte mittlerweile im vierstelligen Bereich liegen. Allein Apples Internet-Handelsplattform iTunes Music Store führte 2010 rund 200 Versionen. Die Künstler sind dabei so unterschiedlich wie die Stilrichtungen ihrer Interpretationen. So existieren neben weiteren Versionen im Stil des Rhythm and Blues, zum Beispiel von den The Platters (1957) und Eugene Church (1963), auch eine rockige Version von Tom Jones (LP Green, Green Grass of Home; 1967), eine Bluesrock-Version von CCS (1972), eine im Country-Stil von Johnny Cash (LP Johnny Cash Is Coming to Town; 1987) und Eric Burdon (LP Nightwinds Dying; 1998).
Es folgten Versionen in langsam-jazziger Form von Stan Ridgway (LP Anatomy; 1999) sowie eine Swing-Interpretation von Robbie Williams (LP Swings Both Ways, 2013). Eingespielt wurde der Song darüber hinaus von so unterschiedlichen Musikern wie The Rattles, Joe Cocker, dem Independent-Rocker Frank Tovey, dem französischen Chansonsänger Joe Dassin sowie dem Folk- und Straßenmusik-Duo Gee Gee & Soluna. Auf dem 2022 erschienenen Album Unity veröffentlichte die deutsche Sängerin Nina Hagen eine weitere Interpretation des Songs.

## Trivia
Die Folge Unfullfilled (Nr. 9, 22. Staffel, Erstausstrahlung am 5. Dezember 2018) der US-amerikanischen Fernsehserie South Park verwendet den Song in Fords Version. Inhaltlich zieht die Folge eine Parallele zwischen den oben beschriebenen Verhältnissen früherer Kohlearbeiter und denen heutiger Angestellter des Online-Marktplatzes Amazon, insbesondere der Mitarbeiter der Versandabwicklung. Die Figur Stephen Stotch macht tagsüber Pakete versandfertig und ist gleichzeitig selbst Kunde bei Amazon. 
Der Folge unterliegt ein insgesamt systemkritischer Tenor aus Sicht einer Arbeiterklasse, was durch Anspielungen auf marxistische Gesellschaftsperspektiven und teilweise direkte Zitate aus dem Werk Karl Marx’ unterstrichen wird (wie etwa bei Minute 20:37 der Episode) The history of this world is the history of class struggles, die englische Übersetzung eines Zitats aus dem Manifest der Kommunistischen Partei.